# Pararge parvorientalis
Pararge parvorientalis är en fjärilsart som beskrevs av Ruggero Verity 1938. Pararge parvorientalis ingår i släktet Pararge och familjen praktfjärilar. Inga underarter finns listade i Catalogue of Life.